# Věžnička
Věžnička är en ort i Tjeckien.   Den ligger i regionen Vysočina, i den centrala delen av landet, 120 km sydost om huvudstaden Prag. Věžnička ligger 489 meter över havet och antalet invånare är 113.
Terrängen runt Věžnička är huvudsakligen platt. Věžnička ligger nere i en dal. Runt Věžnička är det ganska glesbefolkat, med 42 invånare per kvadratkilometer. Närmaste större samhälle är Jihlava, 10,9 km sydväst om Věžnička. Trakten runt Věžnička består till största delen av jordbruksmark.